# Downsville
Downsville és una població dels Estats Units a l'estat de Louisiana. Segons el cens del 2000 tenia 118 habitants.

## Demografia
Segons el cens del 2000, Downsville tenia 118 habitants, 46 habitatges, i 35 famílies. La densitat de població era de 60,7 habitants/km².
Dels 46 habitatges en un 34,8% hi vivien nens de menys de 18 anys, en un 60,9% hi vivien parelles casades, en un 10,9% dones solteres, i en un 23,9% no eren unitats familiars. En el 23,9% dels habitatges hi vivien persones soles el 19,6% de les quals corresponia a persones de 65 anys o més que vivien soles. El nombre mitjà de persones vivint en cada habitatge era de 2,57 i el nombre mitjà de persones que vivien en cada família era de 3,06.
Per edats la població es repartia de la següent manera: un 26,3% tenia menys de 18 anys, un 11% entre 18 i 24, un 22,9% entre 25 i 44, un 23,7% de 45 a 60 i un 16,1% 65 anys o més.
L'edat mediana era de 38 anys. Per cada 100 dones de 18 o més anys hi havia 67,3 homes.
La renda mediana per habitatge era de 51.250 $ i la renda mediana per família de 58.333 $. Els homes tenien una renda mediana de 40.250 $ mentre que les dones 21.250 $. La renda per capita de la població era de 23.468 $. Entorn del 7,9% de les famílies i el 6% de la població estaven per davall del llindar de pobresa.

## Poblacions més properes
El següent diagrama mostra les poblacions més properes.